# Lista dei monumenti nel Canton Ticino
La seguente lista dei monumenti nel Canton Ticino, elenca edifici e sculture nel Canton Ticino in Svizzera che rendono omaggio a persone, gruppi o eventi determinati.
Non sono contenuti:
- oggetti d'arte che non rendono omaggio a persone, gruppi o eventi determinati
- monumenti storici sotto tutela che sono indicati come monumenti
- pietre d'inciampo

## Lista
| immagine | nome                                               | in memoria di | inaugurazione / piazzamento | artista                                          | comune           | luogo                                                |
| -------- | -------------------------------------------------- | --- | --------------------------- | ------------------------------------------------ | ---------------- | ---------------------------------------------------- |
|          | Monumento Guex                                     | Adrien Guex (1901–1927), aviatore militare caduto | 1929                        | Fausto Agnelli                                   | Airolo           | Ospizio del San Gottardo                             |
|          | Monumento a Suvorov                                | Aleksandr Vasil'evič Suvorov (1730–1800), generale russo, ed Antonio Gamba, il suo guida di Taverne                                                      | 1999                        | Dmitry Nikitovic Tugarinov                       | Airolo           | Ospizio del San Gottardo                             |
|          | Monumento alle vittime del lavoro                  | operai morti nella costruzione della galleria ferroviaria del San Gottardo                                                                               | 1932                        | Vincenzo Vela                                    | Airolo           | Stazione di Airolo                                   |
|          | Monumento a Franco Zorzi                           | Franco Zorzi (1923–1964), Consigliere di Stato (lib.-rad.), libero pensatore                                                                             | 1967                        | Remo Rossi                                       | Airolo           | Uscita della galleria del Stalvedro                  |
|          | Monumento all’Indipendenza                         | Fondazione del Canton Ticino con l'Atto di Mediazione 1803                                                                                               | 1903                        | Armand Neukomm, Natale Albisetti                 | Bellinzona       | Piazza Indipendenza                                  |
|          | Monumento ai Militi                                | soldati ticinesi caduti durante il servizio attivo nella prima e seconda guerra mondiale                                                                 | 1920/1948                   | Apollonio Pessina                                | Bellinzona       | Via Dogana                                           |
|          | Monumento a Rinaldo Simen                          | Rinaldo Simen (1849–1910), Consigliere di Stato, deputato al Consiglio degli Stati e al Gran Consiglio (lib.-rad.)                                       | 1923                        | Giuseppe Foglia                                  | Bellinzona       | Piazza Rinaldo Simen                                 |
|          | Monumento alle vittime della stazione di San Paolo | Incidente ferroviario a Bellinzona 1924 | 1927                        | Giuseppe Chiattone                               | Bellinzona       | Piazzale Benigno Antognini                           |
|          | Monumento a Giuseppe Motta                         | Giuseppe Motta (1871–1940), Consigliere federale (cons.)                                                                                                 | 1957                        | Remo Rossi                                       | Bellinzona       | Piazzale della Stazione                              |
|          | Monumento ad Ambrogio Bertoni                      | Ambrogio Bertoni (1811–1887), Consigliere di Stato, deputato al Consiglio degli Stati (lib.-rad.)                                                        | 1899                        | Luigi Vassalli                                   | Biasca           |                                                      |
|          | Monumento ad Oreste Gallacchi                      | Oreste Gallacchi (1846–1925), avvocato, agricultore, gran consigliere (lib.-rad.)                                                                        | 1926                        |                                                  | Breno            | Scuola maggiore                                      |
|          | Monumento ad Emilio Bossi                          | Emilio Bossi («Milesbo», 1870–1920), autore, gran consigliere, Consigliere di Stato, deputato al consiglio nazionale e Consiglio degli Stati (lib.-rad.) | 1931                        | Apollonio Pessina                                | Bruzella         | Via Cantonale                                        |
|          | Monumento Visletto                                 | vittime del incidente ferroviario di Visletto 1923 |                             |                                                  | Cevio            | Borgo di Visletto, presso la capella San Defendente  |
|          | Monumento a Stefano Franscini                      | Stefano Franscini (1796–1857), Consigliere federale (lib.-rad.)                                                                                          | 1896                        | Antonio Soldini                                  | Faido            | Piazza Stefano Franscini                             |
|          | Monumento della battaglia dei Sassi Grossi         | Battaglia di Giornico 1478 | 1937                        | Apollonio Pessina                                | Giornico         | Via San Gottardo                                     |
|          | Fontana Guglielmo Tell                             | Guglielmo Tell, leggendario eroe nazionale della Svizzera                                                                                                | 1896                        | Ermenegildo Peverada                             | Loco             | Piazzetta                                            |
|          | Monumento Marcacci                                 | Giovanni Antonio Marcacci (1769–1854), avvocato, gran consigliere, console generale                                                                      | 1856                        | Alessandro Rossi                                 | Locarno          | Piazza Sant’Antonio                                  |
|          | Monumento Pioda                                    | Giovanni Battista Pioda (1808–1882), Consigliere nazionale, deputato                                                                                     | 1897                        | Antonio Chiattone                                | Locarno          | Chiesa San Francesco                                 |
|          | Monumento del genocidio                            | Genocidio assiro («Seyfo») 1915 nell'Impero ottomano | 2016                        |                                                  | Locarno          | Parco della Pace                                     |
|          | Monumento a Guglielmo Tell                         | Guglielmo Tell, leggendario eroe nazionale della Svizzera                                                                                                | 1856                        | Vincenzo Vela                                    | Lugano           | Rivetta Guglielmo Tell                               |
|          | Tempietto di George Washington                     | George Washington (1732–1799), primo presidente degli Stati Uniti d’America                                                                              | 1859                        | Angelo Bruneri                                   | Lugano           | Riva Antonio Caccia                                  |
|          | Monumento all’Indipendenza                         | Lutta per l'indipendenza del Ticino 1798 | 1898                        | Otto Maraini, Luigi Vassalli, Ampellio Regazzoni | Lugano           | Piazza dell’Indipendenza                             |
|          | Busto di Vincenzo Vela                             | Vincenzo Vela (1820–1891), scultore |                             | Apollonio Pessina                                | Lugano           | Parco Ciani                                          |
|          | Monumento a Carlo Battaglini                       | Carlo Battaglini (1812–1888), deputato al Consiglio nazionale e Consiglio degli Stati, sindaco di Lugano (lib.-rad.)                                     | 1921                        | Luigi Vassalli                                   | Lugano           | Piazza Carlo Battaglini                              |
|          | Monumento a Paride Pelli                           | Paride Pelli (1910–1968), giurista, gran consigliere, sindaco di Lugano (lib.-rad.)                                                                      | 1968                        | Giancarlo Franzosi                               | Lugano           | Piazzale Paride Pelli                                |
|          | Monumento a Luigi Lavizzari                        | Luigi Lavizzari (1814–1875), docente botanico, gran consigliere e Consigliere di Stato (lib.-rad.)                                                       | 1900                        | Antonio Soldini                                  | Mendrisio        | Piazza del Ponte                                     |
|          | Obelisco ad Agostino Bernasconi                    | Agostino Bernasconi (1914–1951), gran consigliere e Consigliere di Stato (cons.)                                                                         | 1954                        |                                                  | Monteceneri      | Monte Ceneri                                         |
|          | Monumento sul Monte Ceneri                         | ticinesi antifascisti caduti durante la guerra civile spagnola                                                                                           | 1978                        | Flavio Paolucci                                  | Monteceneri      | Monte Ceneri                                         |
|          | Monumento a Gino Mäder                             | Gino Mäder (1997–2023), ciclista morto in gara | 2024                        | Carlo Nessi                                      | Morbio Inferiore |                                                      |
|          | Monumento a Giuseppe Cattori                       | Giuseppe Cattori (1866–1932), Consigliere di Stato e consigliere nazionale (cons.)                                                                       | 1940                        | Fiorenzo Abbondio                                | Muralto          | Riva al lago (al di sotto della stazione di Locarno) |
|          | Monumento a Plinio Bolla                           | Plinio Bolla (1859–1896), Gran consigliere, deputo al Consiglio nazionale, sindaco di Olivone (lib.-rad.)                                                | 1898                        | Antonio Soldini                                  | Olivone          | Via Lucomagno, Casa municipale                       |